# 于戈·安貝爾

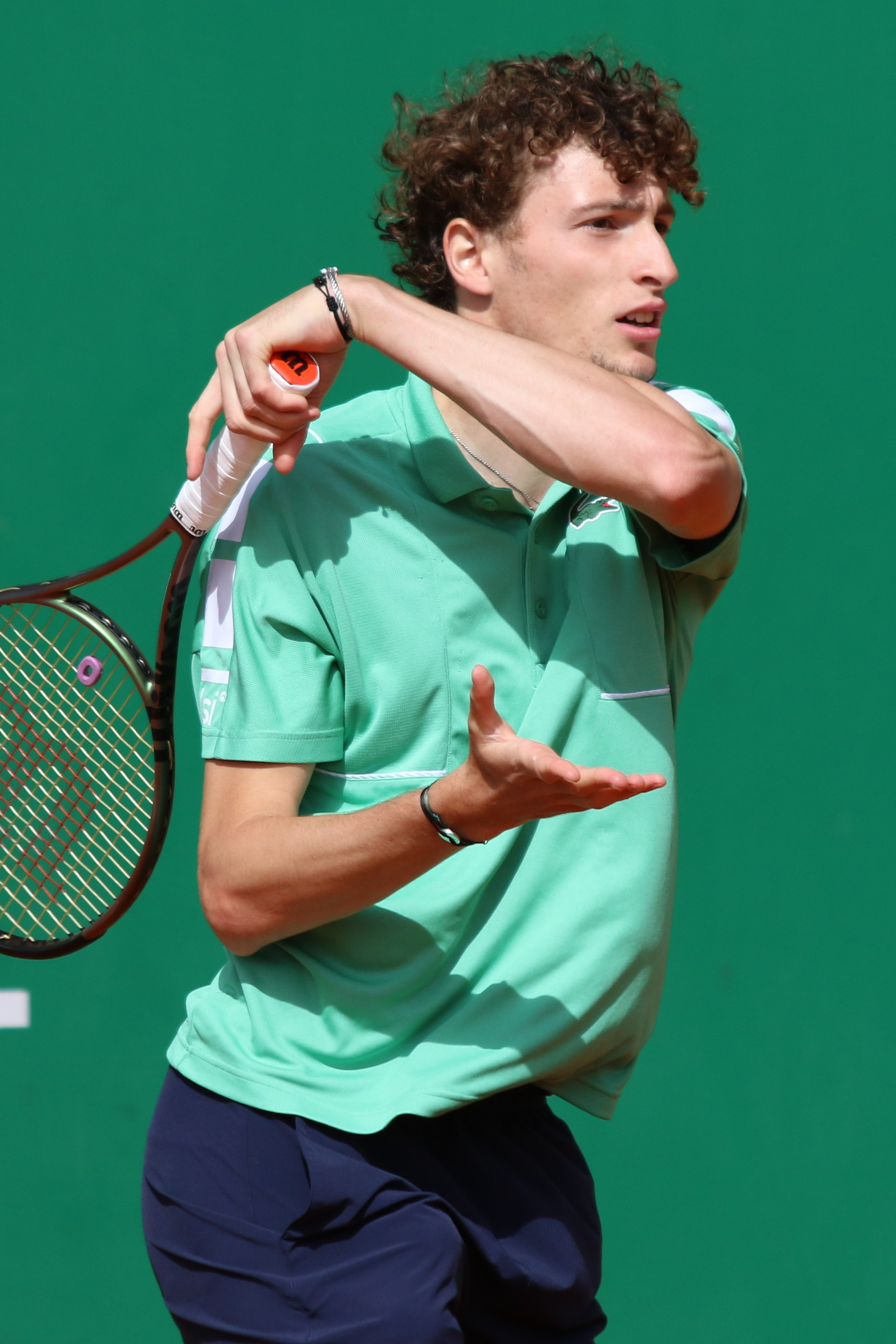

于戈·安貝爾（法語：Ugo Humbert；1998年6月26日—）是法國的一位網球選手。他迄今為止的最高ATP單打世界排名是25位，在2021年6月21日創出。在2019年溫布頓網球公開賽上，他打入了第四輪。